# Бекрич, Самир
Самир Бекрич (босн. Samir Bekrić; 20 октября 1984, Тузла, Югославия) — боснийский футболист, полузащитник клуба «Зриньски». Выступал за сборную Боснии и Герцеговины.

## Карьера
Самир Бекрич начал свою профессиональную карьеру в 2003 году в боснийском клубе «Градина». Он продержался в составе «Градины» три года. В 2006 году перешёл в столичный «Железничар», в сезоне 2009/10 Бекрич стал одним из лучших бомбардиров клуба, забив 15 мячей. Именно в составе сараевского «Железничара» Бекрич стал настоящим лидером клуба и за период 2006—2010-х годов играл в девяносто шести матчах и забил двадцать три гола.
В 2010 году на Бекрича обратил внимание южнокорейский «Инчхон Юнайтед». После переговоров с Бекричем, южнокорейская команда подписала контракт на два года и таким образом Бекрич начал выступать в корейской команде. В составе «Инчхон Юнайтед» дела Бекрича пошли не на лад, после травмы он не смог плотно войти в основу команды и он за полтора года смог лишь играть в шестнадцати матчах и забить два гола. Позднее в 2011 году в качестве свободного агента переехал в Казахстан и подписал контракт с кустанайским «Тоболом». В составе «Тобола» играл в двадцати девяти матчах и забил шесть голов.
В 2012 году его бывший клуб, сараевский «Железничар» пригласил его в команду. «Легенда Железничара» за два года играл в тридцати одном матче и забил восемь голов.
В 2013 году им интересовался иранский «Мес» из города Кермен и в начале 2013 года он подписал контракт. В начале сезона Бекрич в составе Меса играл в тринадцати матчах и забил лишь один гол. Позднее в конце сезона его дали в аренду в ещё один иранский клуб «Фаджр Сепаси». И в этом клубе Бекрич выступал не очень хорошо и в тринадцати матчах забил два гола.
В 2014 году в качестве свободного агента переехал в Узбекистан и подписал контракт с ташкентским «Бунёдкором» и выступал за этот клуб до конца 2015 года. В 2016 году вернулся в «Железничар».

### Карьера в сборной
Самир Бекрич начал играть в составе национальной сборной Боснии и Герцеговины с 2009 года и за это время играл в двух матчах и забил один гол.

## Достижения
- Обладатель Кубка Боснии и Герцеговины: 2012
- Финалист Кубка Казахстана: 2011